# 神田智子
神田 智子（こうだ ともこ）は、大阪府出身の日本の情報工学者。大阪工業大学情報科学部情報メディア学科教授。工学修士（マサチューセッツ工科大学MIT)・博士（情報学）（京都大学）。情報処理学会論文誌査読委員。人工知能学会元理事。ヒューマンインタフェース学会元評議員。電子情報通信学会ヒューマンコミュニケーション(HCS)基礎研究会副委員長。INTERACTION 2022プログラム委員会委員。
主な専門は、情報デザイン（特にAR・VR、メタバースアバター）、知能情報学・ソフトコンピューティング、知的仮想エージェント・ヒューマンエージェントインタラクション(HAI)・ヒューマンロボットインタラクション(HRI) 。特に、HAI分野における第一人者の一人で、スクリーン上の擬人化エージェントの研究を長年手がけ、ロボットによる異文化コミュニケーション(HRI)の研究も行っている。

## 経歴
1996年マサチューセッツ工科大学・MITメディアラボで工学修士号を取得（フルブライト・プログラム奨学生）。2006年京都大学大学院情報学研究科博士後期課程修了、博士（情報学）。日本アイ・ビー・エムでのシステムエンジニア、ベルギーのStarlab NV/SA研究員、ライコスジャパンシニアバイスプレジデントなどを経て、2006年より大阪工業大学に着任し、2013年より同大学情報科学部教授。その間、京都大学経営管理大学院サービスイノベーション人材育成推進プログラム特命准教授（2007年から2010年）、北陸先端科学技術大学院大学(JAIST)教育連携客員教授（2014年から2017年）も兼務した。
主な所属学会は、アメリカ計算機学会(ACM)、情報処理学会、人工知能学会、電子情報通信学会、ヒューマンインタフェース学会、日本顔学会など。
2020年6月に人工知能に関する学術または関連事業に関し、学会の運営および発展に多大な功績のあった者に贈られる人工知能学会功労賞を受賞。2021年9月に国際学会IVA2021（21st ACM International Conference on Intelligent Virtual Agents）のGeneral Chairを務めた功績により、アメリカ計算機学会(ACM)よりRecognition of Service Awardを受賞。
大阪工業大学情報科学部との産学連携PBL（問題解決学習）の推進活動として、担当する情報メディア学科生が奈良県川上村PRコンテンツ制作プロジェクトにて優秀作品として複数回表彰されている。

## 主な研究
- 多文化共生社会に適応可能なエージェントおよびロボットの非言語行動研究 〜 HRI分野 [14]
- コンピュータを介したコミュニケーションにおける擬人化キャラクタの効果の分析 〜 HAI・知的エージェント・人工知能分野
- メタバースアバターとの個体距離の適応行動の検証
- 3D仮想空間におけるアバタ同士の個体距離の文化比較に関する検討
- ソーシャルメディア上での発言から形成される人物の印象の可視化
- 異文化コラボレーションにおける感情サポートキャラクターの効用
- 性別に特有な身体操作を実装した対話エージェントとのインタラクション評価